# San Crisogono
San Crisogono är en kyrkobyggnad och mindre basilika i Rom, helgad åt den helige Chrysogonus, som led martyrdöden i närheten av Aquileia omkring år 303 i samband med kejsar Diocletianus förföljelse.
Kyrkan är belägen vid Piazza Sidney Sonnino i Rione Trastevere och tillhör församlingen San Crisogono. Kyrkan innehas av Trinitarieorden.

## Kyrkans historia
Kyrkans första dokumenterade omnämnande – Titulus Chrysogoni – härstammar från en synod i Rom, sammankallad av påve Symmachus år 499. Kyrkan utsmyckades med fresker och fick ett nytt tak under påve Gregorius III (731–741) och genomgick en allomfattande ombyggnad omkring 1122–1124 genom kardinal Giovanni da Cremas försorg. Kyrkans kampanil är från denna tid.
Resterna av den ursprungliga kyrkan, vilka befinner sig fem meter under den nuvarande kyrkan, upptäcktes år 1907. Bland annat fann man freskfragment från medeltiden. Absiden, som tros härstamma från tidigt 400-tal, är byggd med metoden opus listatum, det vill säga med tuff och murtegel.
Kyrkan omnämns i Catalogo di Cencio Camerario, en förteckning över Roms kyrkor sammanställd av Cencio Savelli år 1192 och bär där namnet sco. Grisogono.
Därtill förekommer den i Il catalogo Parigino (cirka 1230) som s. Grisogonus, i Il catalogo di Torino (cirka 1320) som Ecclesia sancti Grisogoni och i Il catalogo del Signorili (cirka 1425) som sci. Grisogoni.
Kardinal Scipione Borghese, kardinalpräst av San Crisogono, lät 1626 genomföra en genomgripande restaurering, vilken leddes av arkitekten Giovanni Battista Soria. Bland annat fick kyrkan en ny fasad och ett nytt innertak.

### 1900-talet
År 1936 genomförde den italienske konsthistorikern och arkitekten Antonio Muñoz en restaurering av San Crisogono. Bland annat avlägsnades kampanilens barocka stuckdekorationer. År 1959 lade man om kyrkgolvets cosmatarbeten och 1972 renoverades fasaden.

## Exteriören
Portiken har fyra fristående doriska kolonner i röd granit. Inskriptionen på frisen hugfäster minnet av kardinal Borgheses ombyggnad år 1626:
Portiken kröns av en attika med dekorativa vaser, bevingade drakar och örnar, varav de två sistnämnda motiven är hämtade från kardinalens vapen. Fasadens tympanon har ett rött och blått kors, vilket utgör Trinitarieordens emblem, flankerat av två ymnighetshorn.

## Interiören
Kyrkobyggnaden är en treskeppig basilika med tjugotvå joniska kolonner, vilka skiljer mittskeppet från sidoskeppen. Takmålningen Den helige Chrysogonus förhärligande är en kopia av Guercinos original från 1622.
Till vänster om ingången finns kardinal Giovanni Giacomo Millos gravmonument, utfört av Carlo Marchionni och Pietro Bracci. Millo, som var kardinalpräst av San Crisogono från 1753 till sin död 1757, är porträtterad med byst i en medaljong mot djupblå bakgrund. Till vänster ovanpå sarkofagen står den allegoriska figuren Prudentia med en spegel i ena handen; spegeln symboliserar självkännedom. Till höger gråter en putto med sänkt fackla.

### Högaltaret
Över högaltaret står en baldakin med fyra gula alabasterkolonner. Absidens halvkupol har lågreliefer föreställande den helige Chrysogonus rättegång och martyrium. Nedanför dessa befinner sig 1200-talsmosaiken Tronande Madonnan och Barnet med de heliga Chrysogonus och Jakob, attribuerad åt Pietro Cavallinis skola. I korets tak har Cavalier d'Arpino målat Madonnan och Barnet.
Triumfbågen bärs upp av två gigantiska porfyrkolonner med korintiska kapitäl.

### Höger sidoskepp
Till höger om koret är det Allraheligaste Sakramentets kapell beläget. Kapellet, vilket tillskrivs Bernini, har en anonym 1600-talsmålning som föreställer Den heliga Treenigheten som kröner Jungfru Maria. Nedanför denna scen står Trinitarieordens båda grundare: de heliga Johannes av Matha och Felix av Valois. Giacinto Gemignanis fresk Den heliga Treenigheten pryder kapellets tak. Sidoväggarna har till vänster kardinal Fausto Polis gravmonument och till höger biskop Gaudenzio Polis gravmonument; bägge bysterna är skulpterade av Giuseppe Mazzuoli omkring år 1680.
Väggen i det högra sidoskeppet är smyckad med en rad målningar: Korsfästelsen, Den heliga Franciska av Rom, Ärkeänglarna Mikael, Gabriel och Rafael samt De heliga Katarina av Alexandria och Barbara.
I höger sidoskepp finns därutöver ett altare invigt åt Madonna del Buon Rimedio som tacksägelse för att Rom i stort sett undkom andra världskrigets bombningar. Jesusbarnet håller Trinitarieordens skapular i sin hand, medan Jungfru Maria håller börsar, vilka symboliserar ordens friköpande av slavar. Denna målning utfördes av Giovanni Battista Conti år 1944.

### Vänster sidoskepp
Till vänster om koret återfinns ett kapell invigt åt Jesus Kristus – Cappella di Gesù Nazareno. En staty framställer Kristus som ”Ecce homo” med en röd mantel och iförd Trinitarieordens skapular. I kapellet vördas en relik av den helige Johannes av Matha.
Saliga Anna Maria Taigis kapell
Detta sidokapell är invigt åt den saliga Anna Maria Taigi (1769–1837), som tillhörde Trinitariernas tredjeorden. Under altaret vördas hennes reliker.
Även väggen i det vänstra sidoskeppet har flera målningar: Den helige Adalbert, Den heliga Familjen, Den helige Miguel de los Santos och Den helige Juan Bautista de la Concepción.
Via sakristian nås en spiraltrappa som leder ner till den fornkristna kyrkan från 400-talet, belägen ungefär fem meter under gatunivån. Murarna uppvisar freskfragment, bland annat Den helige Benedictus av Nursia botar en spetälsk man.

## Titelkyrka
San Crisogono stiftades som titelkyrka av påve Alexander I år 112.
Kardinalpräster under 1800-, 1900- och 2000-talet
- Gioacchino Pecci (1853–1878), sedermera påve Leo XIII
- Friedrich von Fürstenberg (1880–1892)
- Philipp Krementz (1893–1899)
- Francesco di Paola Cassetta (1899–1905)
- Pietro Maffi (1907–1931)
- Theodor Innitzer (1933–1955)
- Antonio María Barbieri (1958–1979)
- Bernard Yago (1983–1997)
- Paul Shan Kuo-hsi (1998–2012)
- Andrew Yeom Soo-jung (2014–)

## Bilder
| - Gravyr av Giuseppe Vasi från år 1747 som visar basilikan San Crisogono till höger och Oratorio della Beata Vergine del Carmine längst till vänster. - San Crisogono (nummer 1143) på Giovanni Battista Nollis karta över Rom från år 1748. - Gravmonument över kardinal Giovanni Giacomo Millo av Carlo Marchionni och Pietro Bracci. - Gravmonument över kardinal Fausto Poli. - Gravmonument över biskop Gaudenzio Poli. - Saliga Anna Maria Taigis reliker. - Fresk i den underjordiska kyrkan som visar hur den helige Benedictus av Nursia botar en spetälsk (LEPROSVS). |